# Кондырёв, Василий Иванович
Василий Иванович Кондырёв (4 июля 1921, Сергеево, Ярославская губерния — 27 сентября 1943) — сержант Рабоче-крестьянской Красной Армии, участник Великой Отечественной войны, Герой Советского Союза (1945).

## Биография
Василий Кондырёв родился в 1921 году в деревне Сергеево (ныне — Некоузский район Ярославской области). После окончания школы-семилетки работал слесарем-монтажником в Ленинграде. В 1941 году Кондырёв был призван на службу в Рабоче-крестьянскую Красную Армию. С начала Великой Отечественной войны — на её фронтах. К сентябрю 1943 года сержант Василий Кондырёв командовал отделением 496-й отдельной разведроты 236-й стрелковой дивизии 46-й армии Юго-Западного фронта. Отличился во время битвы за Днепр.
В ночь с 25 на 26 сентября 1943 года отделение Кондырёва переправилось через Днепр в районе села Сошиновка Верхнеднепровского района Днепропетровской области Украинской ССР и приняло активное участие в боях за захват и удержание плацдарма на его западном берегу. Кондырёв в том бою уничтожил 8 вражеских солдат и офицеров. Продолжая наступать, отделение освободило Сошиновку, а затем удерживало его до подхода основных сил, отражая немецкие контратаки. 26 сентября 1943 года Кондырев получил тяжёлое ранение, от которого скончался в госпитале на следующий день. Похоронен в селе Елизаветовка Харьковской области Украины.
Указом Президиума Верховного Совета СССР от 1 ноября 1943 года за «образцовое выполнение боевых заданий командования на фронте борьбы с немецкими захватчиками и проявленные при этом мужество и героизм» сержант Василий Кондырёв посмертно был удостоен высокого звания Героя Советского Союза. Также посмертно был награждён орденом Ленина.
В честь Кондырёва названа школа на его родине.